# Arroyo Yeruá
Arroyo Yeruá är ett periodiskt vattendrag i Argentina.   Det ligger i provinsen Entre Ríos, i den östra delen av landet, 300 kilometer norr om huvudstaden Buenos Aires.
Omgivningen kring Arroyo Yeruá består i huvudsak av gräsmarker och området är  glesbefolkat, med 8 invånare per kvadratkilometer.